# Barrella llisa

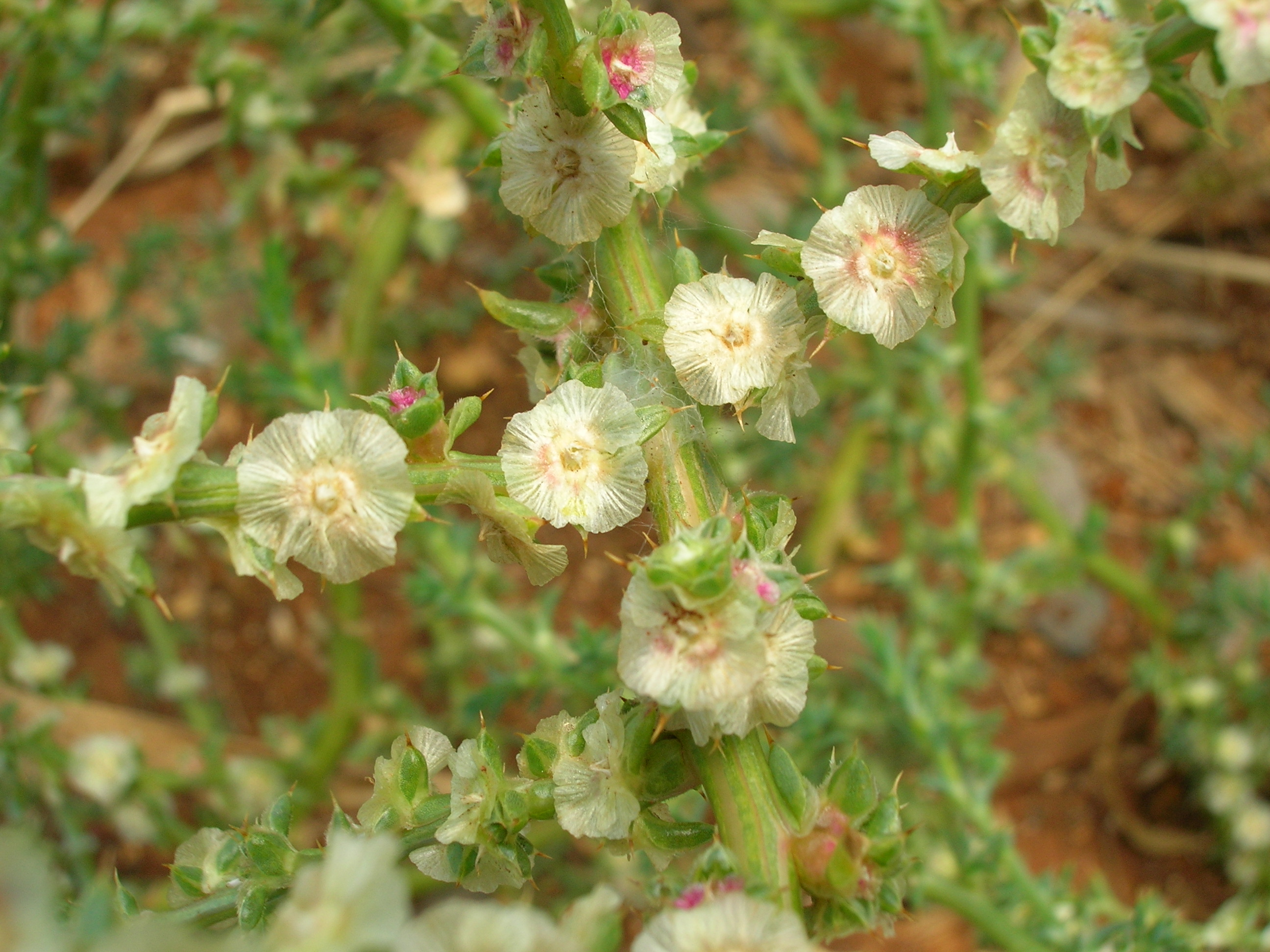
Barrella llisa. Detall de les flors

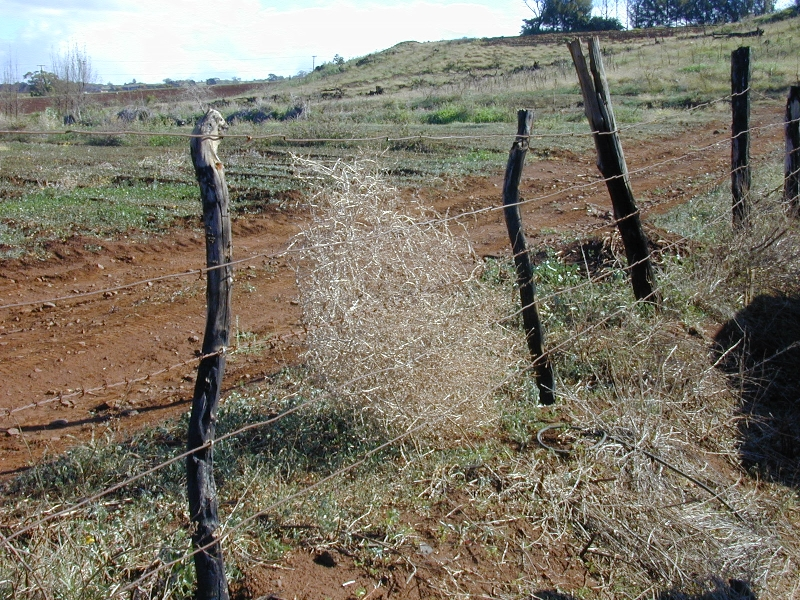
Barrella portada pel vent atrapada en una tanca

La barrella llisa, sosa, salat, o simplement barrella (Salsola tragus) és una planta del gènere Salsola que actualment pertany a la família de les amarantàcies.

## Distribució i descripció

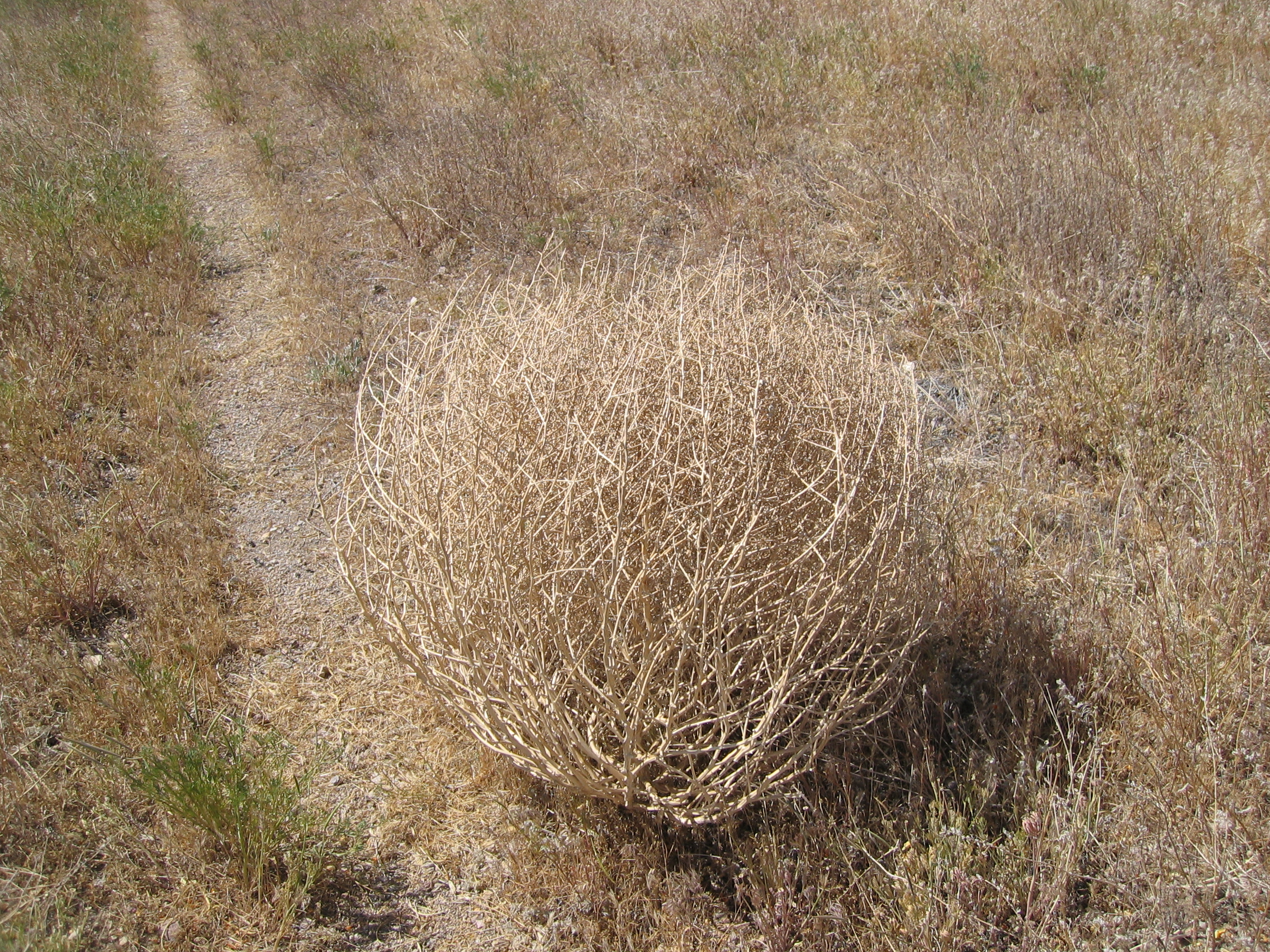
La "barrella" o bola de la Salsola tragus

Originalment té una àmplia àrea de distribució que abarca Euràsia, des de l'extrem Orient fins a la península Ibèrica, i pel sud fins a l'Himàlaia, Pakistan i Iran.
Va ser introduïda entre el 1870 i el 1874 a Dakota del Sud per part dels colons russos i es va estendre molt ràpidament per les planes continentals. Als Estats Units i Austràlia es considera una espècie invasora.
La barrella llisa és una planta anual halòfita que creix en terrenys salats del litoral i també en sòls àrids de l'interior on altres plantes no poden sobreviure. A Catalunya se la pot trobar a platges arenoses i comunitats ruderals de sòls salins, tant al litoral com a comarques de l'interior (sobretot a la plana Lleida).
És un arbust verd blanquinòs que pot arribar a fer fins a uns 90 cm d'alçada. Les fulles són suculentes, llises i brillants, no tan rígides com les de la Salsola kali però més estretes. Les flors són menudes i tenen un to groguenc amb dibuixos rosats.
La forma de propagar les llavors que té aquesta planta és la d'un estepicursor. A la tardor, amb vents forts, la base de l'arbust sec i mort es pot desprendre o trencar i es posa a rodar, podent recórrer grans distàncies i anant prenent forma de bola a mesura que avança. D'ací ve el seu nom popular de "barrella". Aquestes esferes portades pel vent poden ser perilloses per al tràfic de carretera.

## Taxonomia
És una espècie molt propera a la Barrella punxosa (Salsola kali), fins al punt que algunes flores de referència consideren que són subespècies de la mateixa espècie.

## Usos
Les barrelles són plantes que fins al segle xix es feien servir per produir cendres riques en sosa (carbonat de sodi).
La sosa d'aquestes plantes s'obtenia antigament cremant-les i s'utilitzava per a fer sabó i vidre. Va tindre una certa importància local fins que la sosa es va començar a obtenir a escala industrial segons el mètode Leblanc.
Les fulles joves són comestibles.